# Bronisław Kirchner
Bronisław Edmund Kirchner (ur. 17 października 1885 w Poznaniu, zm. 15 marca 1946 tamże) – kapitan piechoty Wojska Polskiego, działacz niepodległościowy, kawaler Orderu Virtuti Militari.

## Życiorys
Urodził się 17 października 1885 w Poznaniu, w rodzinie Emila Henryka (ur. 1858), mistrza rzeźnickiego, i Agnieszki z domu Grielich (1856–1920). Był bratem Józefa (1876–1886), Klary (1884–1885), Edwarda Czesława (1888–1927), Bernarda Alfonsa Leonarda (ur. 1889) i Marty (ur. 1891).
Ukończył szkołę średnią w Poznaniu po czym pracował w drukarni Merzbacha. Następnie został kierownikiem drukarni „Kuriera Poznańskiego”. Od 2 sierpnia 1914 roku służył w armii niemieckiej. Po wybuchu powstania wielkopolskiego objął, w randze sierżanta, dowództwo batalionu jarocińskiego. Uczestniczył w walkach pod Nakłem, Mroczą i Rawiczem. W tym okresie dowodził II batalionem 11 pułku Strzelców Wielkopolskich oraz kompanią i batalionem 60 pułku piechoty. Za postawę wykazaną podczas powstania wielkopolskiego odznaczony został Krzyżem Srebrnym Orderu Virtuti Militari. Nadanie to zostało następnie potwierdzone dekretem Wodza Naczelnego marszałka Józefa Piłsudskiego L.11434.VM z 3 lutego 1922 roku (opublikowanym w Dzienniku Personalnym Ministerstwa Spraw Wojskowych Nr 2 z dnia 18 lutego 1922 r.).
Podczas wojny polsko-bolszewickiej dowodził 12 kompanią oraz III i II batalionem 60 pułku piechoty, awansując w trakcie walk do stopnia porucznika. Po zakończeniu działań wojennych kontynuował karierę oficera zawodowego w Wojsku Polskim. Na dzień 1 czerwca 1921 r. pozostając w randze porucznika nadal pełnił służbę w 60 pułku piechoty. Dekretem Naczelnika Państwa i Wodza Naczelnego z dnia 3 maja 1922 r. (dekret L. 19400/O.V.) został zweryfikowany w tymże stopniu, ze starszeństwem z dniem 1 czerwca 1919 r. i 16. lokatą w korpusie oficerów piechoty. Jako oficer 60 pułku piechoty zajmował w 1923 roku 14. lokatę na liście starszeństwa poruczników piechoty. Do stopnia kapitana piechoty został awansowany na mocy rozporządzenia O.V.L. 8629/A. 1924 wydanego w dniu 31 marca 1924 r. przez Prezydenta RP Stanisława Wojciechowskiego - ze starszeństwem z dniem 1 lipca 1923 roku i 9. lokatą. Przez kolejne lata nadal służył w 60 pułku piechoty stacjonującym w Ostrowie Wielkopolskim. W roku 1928 zajmował 10. lokatę pośród kapitanów piechoty w swoim starszeństwie. 
W roku 1929 został przeniesiony w stan spoczynku. Utrzymywał się z wojskowej emerytury i prowadzenia przedsiębiorstwa handlującego opałem. Był aktywny w organizacjach zrzeszających weteranów powstania wielkopolskiego i mieszkał w Poznaniu. 
W roku 1934 jako kapitan w stanie spoczynku zajmował 1. lokatę w swoim starszeństwie w korpusie oficerów piechoty (starszeństwo z dnia 1 lipca 1923 r.). Znajdował się wówczas w ewidencji PKU Poznań Miasto i przynależał do Oficerskiej Kadry Okręgowej Nr VII (przewidziany był do użycia w czasie wojny).
Podczas okupacji niemieckiej ukrywał się (od września 1939 roku), wysiedlony do Generalnej Guberni pracował w Radomiu (w wytwórni octu). Po wojnie powrócił do Poznania, gdzie zmarł. Spoczął na tamtejszym cmentarzu.
Był mężem Anny z Górczyńskich (1891–1918). Bronisław przysposobił córki: Helenę (ur. 22 maja 1912) i Annę (ur. 20 marca 1914). Mieli wspólnie córkę Irenę (ur. 1913) i syna Henryka (1914–1914).

## Ordery i odznaczenia
- Krzyż Srebrny Orderu Virtuti Militari nr 4326[1][14][15][2]
- Krzyż Niepodległości – 17 września 1932 „za pracę w dziele odzyskania niepodległości”[16]
- Krzyż Walecznych[17][2]
- Srebrny Krzyż Zasługi – 24 grudnia 1928 „za wybitne zasługi położone w powstaniu Wielkopolskiem”[18][2]

## Upamiętnienie
Jedna z ulic w Jarocinie została nazwana imieniem kpt. Bronisława Kirchnera. W tamtejszym Parku im. majora Zbigniewa hr. Ostroróg-Gorzeńskiego powstał też pomnik kapitana.